# Emmanuelle Haïm
Pour les articles homonymes, voir Haïm.
Emmanuelle Raymonde Suzanne Haïm, née le 11 mai 1962 à Paris, est une claveciniste et cheffe d'orchestre française. Spécialiste de la musique baroque, elle crée en 2000 et dirige l'ensemble Le Concert d'Astrée. En parallèle, elle développe une carrière de cheffe invitée auprès de prestigieux orchestres modernes : Orchestre philharmonique de New York, Orchestre philharmonique de Los Angeles, Philharmonie de Berlin, Opéra d'État de Vienne, etc.

## Biographie

### Formation
Après une formation de pianiste avec Yvonne Lefébure et d'organiste avec André Isoir, Emmanuelle Haïm étudie l'écriture musicale, l'harmonie et le contrepoint avec Jean-Claude Raynaud, et le clavecin notamment auprès de Kenneth Gilbert. Elle étudie également cet instrument au Conservatoire national supérieur de musique et de danse de Paris dans la classe de William Christie dont elle devient l'assistante aux Arts florissants. Elle obtient cinq premiers prix au conservatoire de Paris.

### Parcours
Sa passion pour l'expression vocale la pousse à se consacrer à la direction en résidence du chant au Centre de musique baroque de Versailles. Elle enseigne au Conservatoire national supérieur de musique de Paris de 1990 à 2002, où elle donne des cours d'écriture, de musique vocale et de répertoire baroque.[réf. nécessaire] Elle travaille également auprès de Daniel Harding et Claudio Abbado avant qu'elle ne décide définitivement de devenir cheffe d'orchestre grâce à Simon Rattle.
On la retrouve ainsi à la direction de prestigieuses scènes internationales en tant que cheffe invitée. En 2001, elle connaît un succès retentissant au Glyndebourne Touring Opera, avec Rodelinda puis Theodora de Haendel en 2003. Elle est la première femme à diriger la compagnie de l'opéra lyrique de Chicago dans Giulio Cesare in Egitto, en 2007. En mars 2008, Emmanuelle Haïm est pour la première fois à la tête de l'Orchestre philharmonique de Berlin et est invitée à s'y produire. Artiste fidèle du Glyndebourne Opera Festival, elle y présente à l'été 2008, L'incoronazione di Poppea. Par ailleurs, elle dirige régulièrement l'Orchestre de l'âge des Lumières, l'Orchestre symphonique de Birmingham, le Scottish Chamber Orchestra et le Deutsches Symphonie-Orchester Berlin.
En 2000, elle fonde son propre ensemble de musique baroque, Le Concert d'Astrée. L'orchestre se produit aussi bien dans Rameau ou Monteverdi que dans Purcell ou Haendel. L'ensemble multiplie les représentations, autant en France (Paris, Caen) qu'à l'étranger (Salzbourg, Londres, Amsterdam, Vienne, Bruxelles, Prague, États-Unis). Son succès est couronné en 2003 par une Victoire de la musique classique récompensant le meilleur ensemble de l'année. En 2004, l'orchestre s'installe en résidence à l'opéra de Lille. La même année elle dirige au Théâtre des Champs-Élysées David et Jonathas de Marc-Antoine Charpentier.
En 2005, pour poursuivre son projet avec son orchestre, Haïm crée le chœur du Concert d'Astrée qui se joint à l'orchestre sur divers projets. Lors des productions lyriques scéniques, Haïm et Le Concert d'Astrée collaborent avec de grands noms de la mise en scène comme Robert Wilson, Robert Carsen ou Sandrine Anglade. Parmi les versions scéniques dirigées par Emmanuelle Haïm, on peut citer Hippolyte et Aricie de Rameau ou Les Noces de Figaro.
En 2001, Le Concert d'Astrée signe un contrat d'exclusivité avec le label Virgin Classics. Les enregistrements sont récompensés à plusieurs reprises par la critique : en France, par les Victoires de la musique classique (Lamenti, meilleur enregistrement en 2009, Carestini, The Story of a Castrato, meilleur enregistrement en 2008) comme à l'étranger. L'enregistrement Dido and Aeneas reçoit, en 2003, le prix Echo (Allemagne).
En 2010, Haïm dirige notamment Philippe Jaroussky et Sandrine Piau lors de deux soirées de gala consacrées à Haendel au théâtre des Champs-Élysées.[réf. nécessaire] Elle s'y rend de nouveau en novembre 2010 pour interpréter Orlando de Haendel En 2011, elle dirige son orchestre dans une autre œuvre de Haendel, Giulio Cesare in Egitto, dans une mise en scène de Laurent Pelly, à l'Opéra Garnier. En 2012, elle dirige Le Concert d'Astrée dans Médée au théâtre des Champs-Élysées.
En 2013, elle dirige à l'Opéra de Dijon Actéon H.481 de Marc-Antoine Charpentier (mise en scène de Damien Caille-Perret). Pour la saison 2013-2014, elle dirige La finta giardiniera dans une mise en scène de David Lescot. Lors de la saison 2014-2015, elle dirige Castor et Pollux de Rameau. En 2015-2016, elle présente Mithridate de Mozart avec entre autres Patricia Petibon, Sabine Devieilhe, Michael Spyres et Cyrille Dubois.
En 2016 est créé au festival d'Aix-en-Provence, dans une mise en scène de Krzysztof Warlikowski, Il Trionfo del Tempo e del Disinganno de Händel. L'année suivante, à l'opéra de Lille, elle présente Cosi Fan Tutte dans une mise en scène de Christophe Honoré.
La saison 2018-2019 voit la création à Lille dans une mise en scène de Jean Bellorini de Rodelinda (Haendel) et de Les Boréades (Rameau) dans une mise en scène de Barrie Kosky à Dijon. En octobre 2019, elle présente le semi-opéra The Indian Queen de Henry Purcell dans une mise en scène de Guy Cassiers.

### Décorations
- 13 juillet 2007 : Chevalière dans l'ordre national de la Légion d'honneur au titre de « chef d'orchestre, claveciniste ; 21 ans d'activités artistiques »[30] puis faite chevalier le 15 septembre 2016[31]
  - Officière (15 janvier 2025) au titre de « cheffe d'orchestre, claveciniste, fondatrice d'un ensemble musical »[31]
- 2 mai 2017 : Officière dans l'ordre national du Mérite au titre de « chef d'orchestre ; 31 ans de services »[32]
  - Commandeur (25 mai 2023) de l'ordre des Arts et des Lettres au titre de « Cheffe d'orchestre, fondatrice d’un ensemble musical, claveciniste »[33]

## Distinctions

### Récompenses
- Prix Echo pour Didon et Énée, Allemagne, 2003
- Prix du meilleur ensemble de l'année avec le Concert d'Astrée aux Victoires de la musique classique 2003
- Prix du meilleur enregistrement de l'année avec le Concert d'Astrée aux Victoires de la musique classique 2008 pour Carestini, The Story of a Castrato
- Prix du meilleur enregistrement de l'année avec le Concert d'Astrée aux Victoires de la musique classique 2009 pour Lamenti

### Académie
- Membre honoraire de la Royal Academy of Music[34]

## Discographie

### CD
- 2002 : Haendel : Duos arcadiens, Virgin Classics (avec notamment Laura Claycomb, Natalie Dessay, Véronique Gens et Patricia Petibon)
- 2003 : Purcell : Didon et Enée, Virgin Classics[35] (avec Susan Graham, Ian Bostridge, Camilla Tilling, Felicity Palmer, David Daniels et Le Concert d'Astrée)
- 2004 : Haendel : Aci, Galatea e Polifemo, Virgin Classics[35] (avec Sandrine Piau, S. Mingardo, Laurent Naouri et Le Concert d'Astrée)
- 2004 : Monteverdi : L'Orfeo, Virgin Classics (avec I. Bostridge, Patrizia Ciofi, Alice Coote, N. Dessay, V. Gens, European Voices et Le Concert d'Astrée)
- 2005 : Haendel : Delirio, Virgin Classics (avec N. Dessay et Le Concert d'Astrée)
- 2006 : Monteverdi : Il combattimento di Tancredi e Clorinda, Virgin Classics[35] (avec Rolando Villazón, P. Ciofi, Topi Lehtipuu et Le Concert d'Astrée)
- 2007 : Bach : Magnificat et Haendel : Dixit Dominus, Virgin Classics (avec N. Dessay, Karine Deshayes, Philippe Jaroussky, Toby Spence, L. Naouri et Le Concert d'Astrée)
- 2007 : Haendel : Il trionfo del Tempo e del Disinganno, Virgin Classics (avec N. Dessay, Ann Hallenberg, Sonia Prina, Pavol Breslik et Le Concert d'Astrée)
- 2007 : Carestini, The Story of a Castrato, Virgin Classics (avec Philippe Jaroussky et Le Concert d'Astrée)
- 2008 : Bach : Cantates BWV 51, 82a, 199, Virgin Classics (avec N. Dessay et Le Concert d'Astrée)
- 2008 : Lamenti, Virgin Classics (avec R. Villazón, P. Jaroussky, N. Dessay[36], V. Gens, Christopher Purves, Joyce DiDonato, T. Lehtipuu, P. Ciofi, L. Naouri, Marie-Nicole Lemieux et Le Concert d'Astrée)
- 2009 : Haendel : La Résurrection, Virgin Classics (avec C. Tilling, Kate Royal, S. Prina, T. Spence, Luca Pisaroni et Le Concert d'Astrée)
- 2010 : Caldara, Virgin Classics (avec P. Jaroussky et le Concerto Köln)
- 2011 : Haendel : Cleopatra, airs de Jules César, Virgin Classics (avec N. Dessay et Le Concert d'Astrée)
- 2012 : Une fête Baroque !, Virgin Classics (collectif)
- 2014 : Haendel : Le Messie, Erato (avec Lucy Crowe, Andrew Staples, Tim Mead, C. Purves et Le Concert d'Astrée)
- 2018 : Haendel : Italian Cantatas, Erato et Warner Classics (avec Sabine Devieilhe et Lea Desandre)

### DVD
- 2012 : Georg Friedrich Haendel : Giulio Cesare, mise en scène de Laurent Pelly au Palais Garnier (2011), Virgin Classics (avec N. Dessay, Lawrence Zazzo, Isabel Leonard, Varduhi Abrahamyan, Christophe Dumaux, Nathan Berg, Dominique Visse, A. Lefèvre et Le Concert d'Astrée)
- 2013 : Monteverdi : Le couronnement de Poppée mise en scène Jean-François Sivadier à Lille, Erato (avec Sonya Yoncheva, Max Emanuel Cenčić, A. Hallenberg, T. Mead, Amel Brahim-Djelloul et Le Concert d'Astrée)
- 2017 : Monteverdi : Il ritorno d'Ulisse in patria, théâtre des Champs-Élysées, Erato (avec R. Villazón, Magdalena Kožená, K. Watson et K. Spicer)
- 2017 : Georg Friedrich Haendel : Il trionfo del tiempo e del Disinganno, mise en scène Krzysztof Warlikowski, Erato (avec Sabine Devieilhe, Franco Fagioli, Michael Spyres, Sara Mingardo et Le Concert d'Astrée)
- 2019 : Georg Friedrich Haendel : Rodelinda, mise en scène Jean Bellorini à l'Opéra de Lille (avec Jeanine De Bique, T. Mead, B. Hulett, Avery Amereau, Jakub Józef Orliński, Andrea Mastroni et Le Concert d'Astrée)

## Pour approfondir

### Presse
- Interview dans Opéra Magazine no 16, mars 2007.
- (en) « A Baroque Specialist Gets the Philharmonic to Play From the Gut », sur The New York Times, 20 novembre 2018.
- « Les 50 Français les plus influents du monde », sur Vanity Fair, 15 novembre 2016.